# ميكو (اسم)
ميكو اسم بنات ياباني